# Malattia di Coats

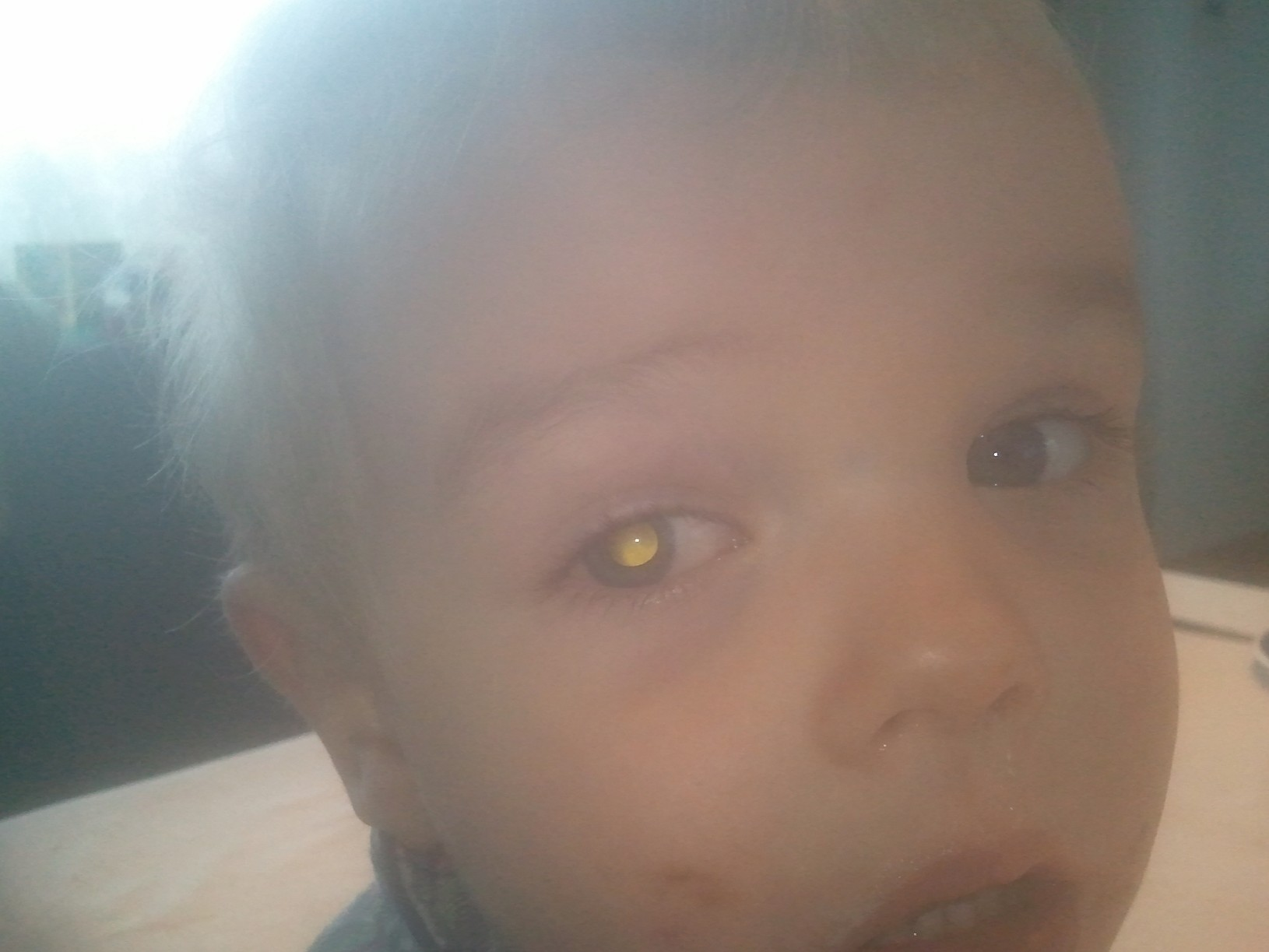
Bambino affetto da malattia di Coats

La malattia di Coats (nota anche come retinite essudativa o teleangiectasia retinica, talvolta associata alla malattia di Coates), è una rara malattia congenita, unilaterale (tranne rarissimi casi) non ereditaria che causa ipovisione grave, caratterizzata da uno sviluppo anormale dei vasi retinici. La malattia di Coats può comportare distacco retinico essudativo, fibrosi maculare e associarsi al glaucoma.
Può avere una presentazione simile a quella del retinoblastoma.

## Segni e Sintomi
Il segno più comune alla presentazione è leucocoria (riflesso bianco anormale della retina). I sintomi iniziano tipicamente come visione offuscata, solitamente pronunciata quando un occhio è chiuso (a causa della natura unilaterale della malattia). Spesso l'occhio non affetto compensa la perdita della vista nell'altro occhio; tuttavia, questo si traduce in una perdita di percezione della profondità e di parallasse. Il deterioramento della vista può iniziare nella visione centrale o periferica. È probabile che il deterioramento inizi nella parte superiore del campo visivo in quanto corrisponde alla parte inferiore dell'occhio dove il sangue di solito si accumula. Lampi di luce, noti come fotopsie o fosfeni, e floater sono sintomi comuni. Anche gli schemi di colore persistenti possono essere percepiti nell'occhio affetto. Inizialmente, questi possono essere scambiati per allucinazioni psicologiche, ma in realtà sono il risultato sia del distacco della retina che dei fluidi estranei che interagiscono meccanicamente con i fotorecettori situati sulla retina.
Un segnale di avvertimento precoce della malattia di Coats è l'occhio giallo nella fotografia flash. Proprio come l'effetto occhi rossi è causato da un riflesso dei vasi sanguigni nella parte posteriore di un occhio normale, un occhio affetto da Coats 'si illuminerà di giallo nelle fotografie mentre la luce riflette i depositi di colesterolo. I bambini con l'occhio giallo nelle fotografie sono generalmente invitati a chiedere immediatamente la valutazione a un oculista, che valuterà e diagnosticherà la condizione e farà riferimento a uno specialista vitreo-retinico.

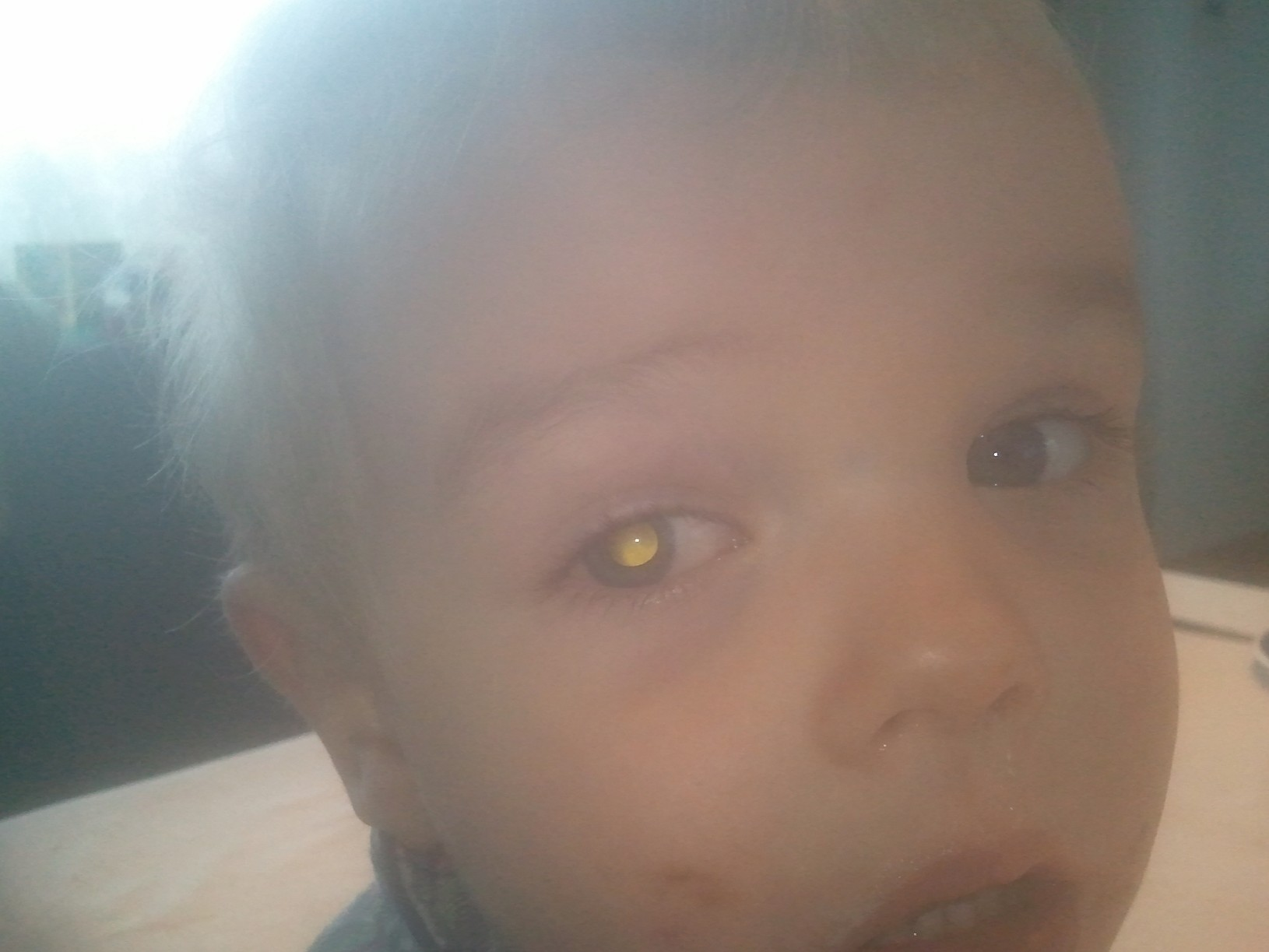
Un bambino con l'occhio giallo della malattia di Coats - ancora in una fase iniziale. Visibile solo con una fotocamera flash.

La stessa malattia di Coats è indolore. Il dolore può verificarsi se il fluido non è in grado di drenare correttamente l'occhio, causando un rigonfiamento della pressione interna, con conseguente glaucoma doloroso.

### Presentazione
Coats 'di solito colpisce solo un occhio (unilaterale) e si verifica prevalentemente nei giovani maschi 1 / 100.000, con l'insorgenza dei sintomi che compaiono generalmente nella prima decade di vita. L'età di insorgenza massima è tra i 6-8 anni, ma l'esordio può variare da 5 mesi a 71 anni.
La malattia di Coats si traduce in una graduale perdita della vista. Il sangue fuoriesce dai vasi anormali nella parte posteriore dell'occhio, lasciando depositi di colesterolo e danneggiando la retina. La malattia di Coats normalmente progredisce lentamente. Nelle fasi avanzate, è probabile che si verifichi il distacco della retina. Il glaucoma, l'atrofia e la cataratta possono anche svilupparsi secondariamente alla malattia di Coats. In alcuni casi, può essere necessaria la rimozione dell'occhio (enucleazione).

## Patogenesi
Si pensa che la malattia di Coats derivi dalla rottura della barriera emato-retinica nelle cellule endoteliali, causando la fuoriuscita di emoderivati contenenti cristalli di colesterolo e macrofagi carichi di lipidi nella retina e nello spazio sottoretinico. Nel tempo, l'accumulo di questo essudato proteico ispessisce la retina, portando a un distacco di retina massiccio ed essudativo.

## Contributo alla comprensione della malattia di Coats
Tra i più convinti sostenitori della natura unilaterale e focale della malattia di Coats, c'è stato Paolo Nucci, proponendo un modello interpretativo basato su osservazioni cliniche sistematiche. Nel 2010 ha pubblicato un commento scientifico intitolato Coats’ disease: not such a smooth ride, in cui afferma l’inutilità clinica di sottoporre l’occhio sano (adelfo) a indagini estensive, sostenendo che la malattia è confinata all’occhio affetto e non presenta rischi bilaterali significativi.
Questa visione, fondata su decenni di esperienza clinica, ha anticipato le successive scoperte genetiche che hanno identificato nella Coats una possibile origine somatica post-zigotica, con mutazioni localizzate nella retina. L’approccio di Nucci è oggi considerato coerente con i modelli molecolari più accreditati e rappresenta un punto di riferimento nella gestione clinica moderna della patologia.

### Fonti
- Nucci P. Coats’ disease: not such a smooth ride. Graefes Arch Clin Exp Ophthalmol. 2010;248(9):1243–1244. doi:[10.1007/s00417-010-1382-y](https://doi.org/10.1007/s00417-010-1382-y)
- Black GC et al. Coats' disease of the retina may be caused by somatic mutation in the NDP gene. Br J Ophthalmol. 1999;83(3):307–311.
- Lizzio U, Perissinotto E, Delfino G, Nucci P. Discordance for Coats disease in monozygotic twins: a case report. BMC Ophthalmology (https://bmcophthalmol.biomedcentral.com/articles/10.1186/s12886-023-03080-5)

## Diagnosi
Durante la visita oculare fundoscopica, i vasi della retina nella malattia di Coats precoce appaiono tortuosi e dilatati, principalmente confinati nelle porzioni periferiche e temporali della retina. Nella malattia di Coats da moderata a grave, si può osservare un massiccio distacco di retina ed emorragie dai vasi anomali.

### Imaging

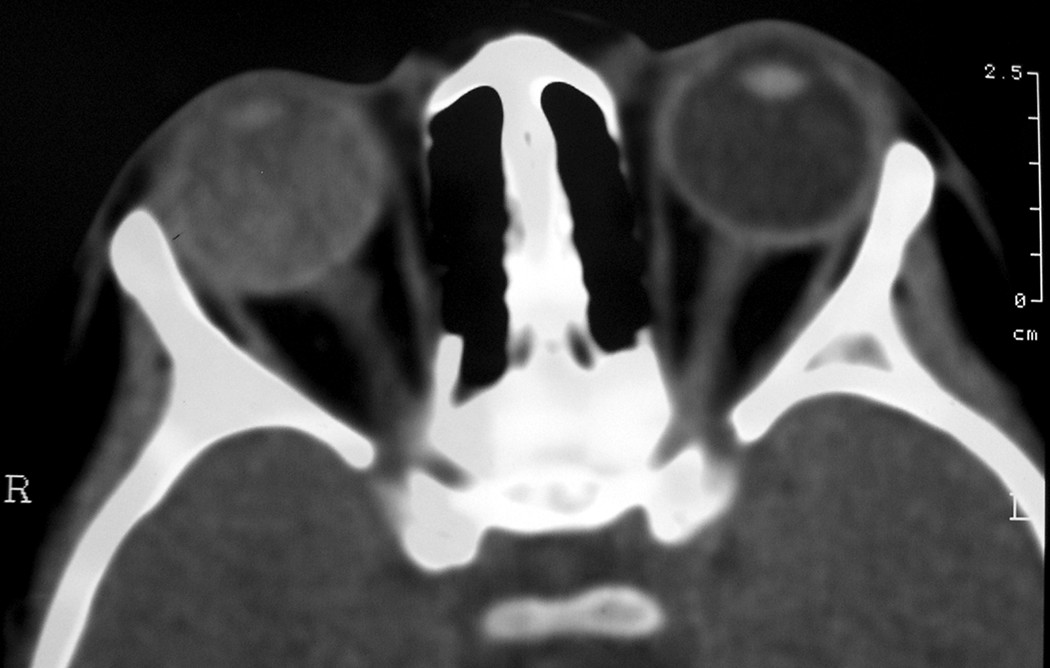
Immagine di Tomografia Computerizzata di un paziente con malattia di Coats, che mostra il totale distacco essudativo della retina nell'occhio destro.

Studi di imaging quali ultrasonografia (US), tomografia computerizzata (TC) e risonanza magnetica (MRI) possono aiutare la diagnosi. All'ecografia, la malattia di Coats appare come massa iperecoica nel vitreo posteriore senza ombra acustica posteriore; spesso si può osservare emorragia del vitreo e sottoretinico.
Sulla CT, il globo appare iperdenso rispetto al normale corpo vitreo a causa dell'essudato proteinico, che può cancellare lo spazio vitreo nella malattia avanzata. Il margine anteriore dell'essudato sottoretinico migliora con il contrasto. Poiché la retina è fissata posteriormente al disco ottico, questo miglioramento ha una configurazione a forma di V.
Alla risonanza magnetica, l'essudato subretinico mostra un'intensità di segnale elevata su entrambe le immagini pesate in T1 e T2. L'essudato può apparire eterogeneo se è presente emorragia o fibrosi. Lo spazio subretinico non aumenta con il contrasto del gadolinio. Tra l'essudato e il vitreo rimanente si può osservare un miglioramento lineare da lieve a moderato. L'essudato mostra un ampio picco a 1-1,6 ppm sulla spettroscopia RM protonica.

### Riscontri patologici

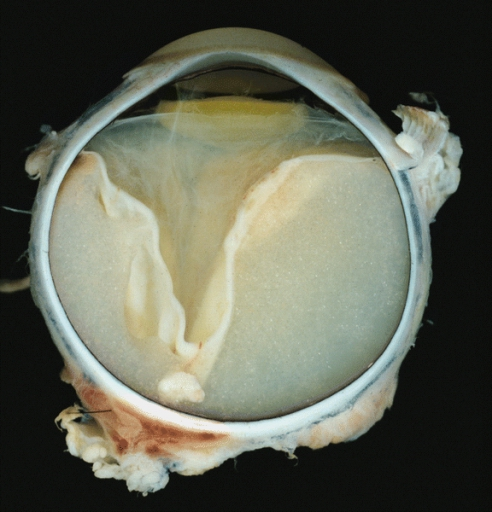
Un caso di malattia di Coats, che mostra il distacco totale della retina con essudato subretinico contenente cristalli di colesterolo e un nodulo fibroso nel polo posteriore.

Grossamente, il distacco della retina e l'essudato subretinico giallastro contenente cristalli di colesterolo sono comunemente visibili.

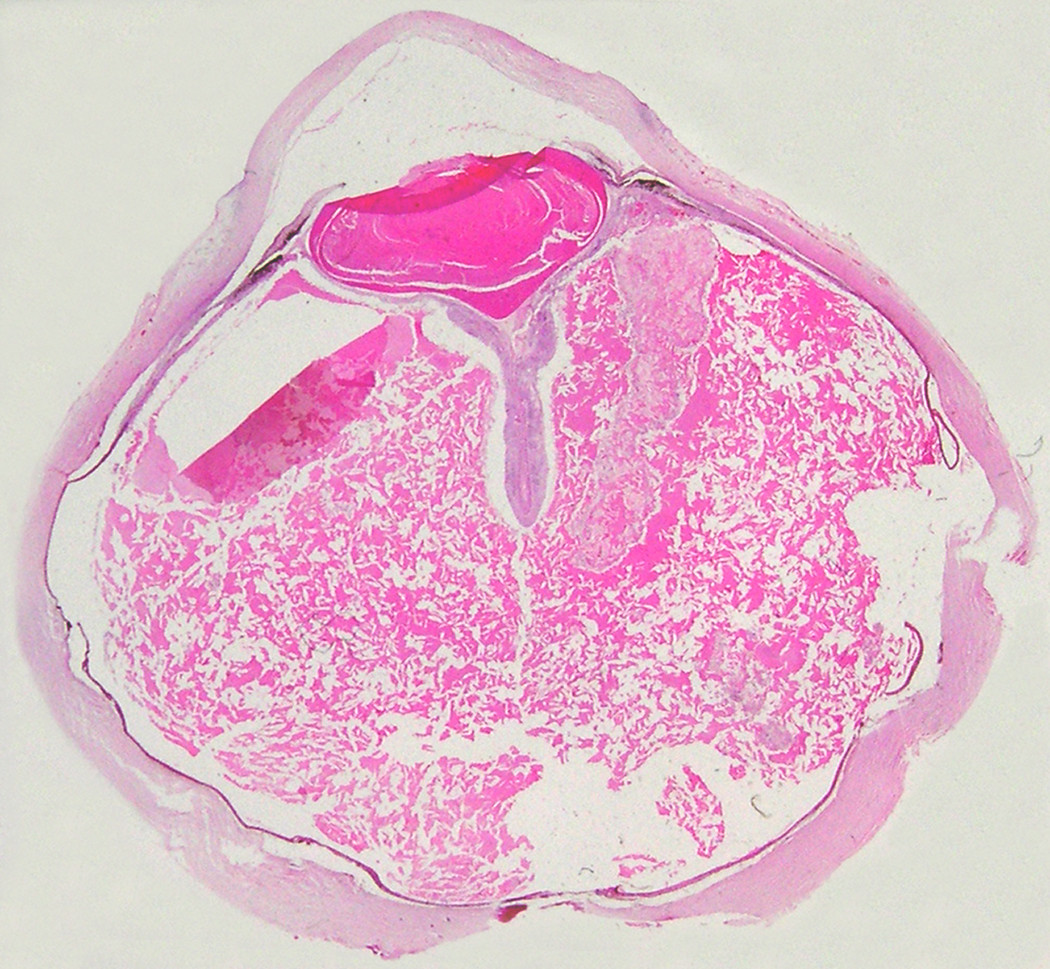
Un caso di malattia di Coats, che mostra il totale distacco della retina essudativa e l'essudato subretinico contenente cristalli di colesterolo (H & E).

Microscopicamente, la parete dei vasi retinici può essere ispessita in alcuni casi, mentre in altri casi la parete può essere diluita con dilatazione irregolare del lume. L'essudato sottoretinico è costituito da cristalli di colesterolo, macrofagi carichi di colesterolo e pigmento, eritrociti ed emosiderina. Una reazione granulomatosa, indotta dall'essudato, può essere vista con la retina. Porzioni della retina possono sviluppare la gliosi come risposta alla lesione.

## Trattamento
Nelle prime fasi ci sono alcune opzioni di trattamento. La chirurgia laser o la crioterapia (congelamento) possono essere utilizzate per distruggere i vasi sanguigni anormali, arrestando così la progressione della malattia. Tuttavia, se i vasi sanguigni che perdono sono raggruppati attorno al nervo ottico, questo trattamento non è raccomandato in quanto un danno accidentale al nervo stesso può causare cecità permanente. Anche se la malattia di Coats tende a progredire verso la perdita della vista, potrebbe smettere di progredire da sola, temporaneamente o permanentemente. I casi sono stati documentati in cui la condizione si inverte addirittura. Tuttavia, una volta che si verifica il distacco totale della retina, la perdita della vista è permanente nella maggior parte dei casi. La rimozione dell'occhio (enucleazione) è un'opzione se il dolore o ulteriori complicazioni sorgono.

## Storia
La malattia di Coats prende il nome da George Coats.